# Liste des jardins d'inspiration médiévale
On entend par jardins d'inspiration médiévale, un jardin créé à l'époque contemporaine (XXe ou XXIe siècle), à partir de documents historiques sur les plantes et jardins du Moyen Âge européen, et présentant une collection de plantes connues en Europe avant le XVe siècle.
Cette liste non exhaustive, présente les jardins d’inspiration médiévale, d'intérêt public, en Europe (classés par ordre alphabétique de pays, lieux, dates de création et noms des paysagistes).

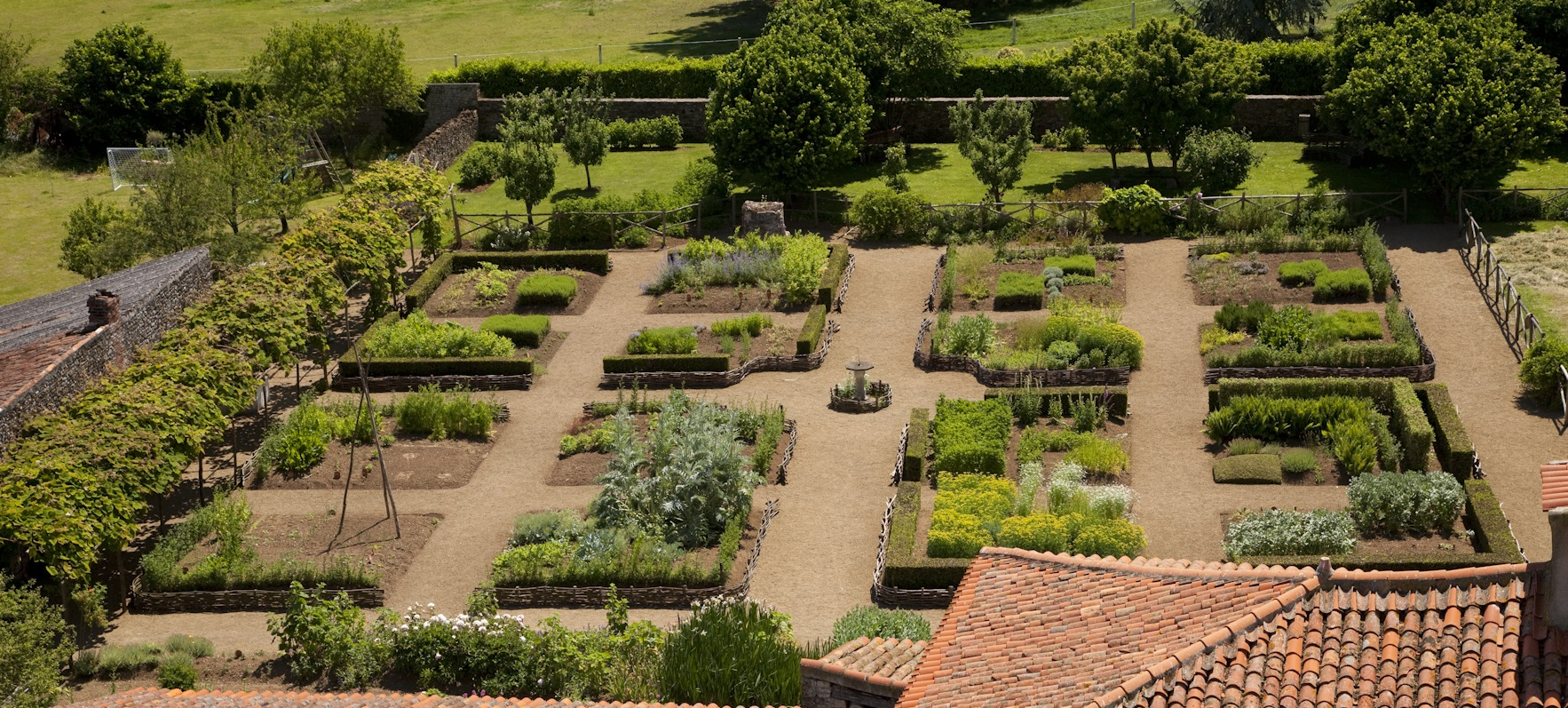
Jardin médiéval de Bazoges en Pareds, vu du chemin de ronde du donjon.

## En Belgique
| Nom                        | Lieu                              | Création | Paysagiste | Lien |
| -------------------------- | --------------------------------- | -------- | ---------- | ---- |
| Abbaye de Villers-la-Ville | Villers-la-Ville (Brabant wallon) | 2012     |            | Site |

## En France

### Auvergne-Rhône-Alpes
| Nom                   | Lieu                  | Création | Paysagiste     | Lien |
| --------------------- | --------------------- | -------- | -------------- | ---- |
| Jardin ethnobotanique | Antignac (Cantal)     |          | Odette Lapeyre | Site |
| Jardin des Cinq Sens  | Yvoire (Haute-Savoie) | 1986     | Alain Richert  | Site |

### Bourgogne-Franche-Comté
| Nom                                                                | Lieu                                | Création | Paysagiste                         | Lien |
| ------------------------------------------------------------------ | ----------------------------------- | -------- | ---------------------------------- | ---- |
| Jardin médiéval du 700e                                            | Belfort (Territoire de Belfort)     | 2007     |                                    |      |
| Jardin d'inspiration médiévale du château de Châteauneuf-en-Auxois | Châteauneuf-en-Auxois (Côte-d'Or)   | 2009     |                                    | Site |
| Jardin d'inspiration médiévale                                     | Mont-Saint-Vincent (Saône-et-Loire) |          | association « Passion Patrimoine » | Site |

### Bretagne
| Nom                                                      | Lieu                                | Création | Paysagiste            | Lien                                          |
| -------------------------------------------------------- | ----------------------------------- | -------- | --------------------- | --------------------------------------------- |
| Abbaye Notre-Dame de Daoulas                             | Daoulas (Finistère)                 | 1996     |                       | Site                                          |
| Jardin Saint Jean                                        | Lamballe (Côtes-d'Armor)            | 2011     |                       | Herbarius-Florence Goulley Site de la commune |
| Jardins de plantes exotiques du château de la Roche-Jagu | Ploëzal (Côtes-d'Armor)             | 1998     | Bertrand Paulet       | Site                                          |
| Jardin de la Fontaine de Vie, Manoir de Boisorcant       | Noyal-sur-Vilaine (Ille-et-Vilaine) | 1999     | Alain Richert         | Site                                          |
| Jardin du Prieuré Locmaria                               | Quimper (Finistère)                 | 1997     |                       |                                               |
| Village de l'an Mil de Melrand                           | Melrand (Morbihan)                  |          | Claude-Charles Mathon | Site                                          |

### Centre-Val de Loire
| Nom                                              | Lieu                               | Création | Paysagiste                       | Lien |
| ------------------------------------------------ | ---------------------------------- | -------- | -------------------------------- | ---- |
| Commanderie d'Arville                            | Arville (Loir-et-Cher)             |          | Dominique Mansion                | Site |
| Jardin potager du château de Fougères-sur-Bièvre | Fougères-sur-Bièvre (Loir-et-Cher) |          |                                  |      |
| Jardins du Prieuré d'Orsan                       | Maisonnais (Cher)                  | 1992     | Patrice Taravella et Sonia Lesot | Site |
| Ferme seigneuriale de Bois-Richeux               | Pierres (Eure-et-Loir)             | 1999     | Hubert et Alix Mourot            | Site |

### Corse
| Nom | Lieu | Création | Paysagiste | Lien |
| --- | ---- | -------- | ---------- | ---- |
|     |      |          |            |      |

### Grand Est
| Nom                                   | Lieu                  | Création | Paysagiste                     | Lien |
| ------------------------------------- | --------------------- | -------- | ------------------------------ | ---- |
| Jardin monastique d'Eschau            | Eschau (Bas-Rhin)     | 1994     | Joseph Gross et Denise Zachary |      |
| Jardin des Remparts                   | Rodemack (Moselle)    |          |                                |      |
| Jardin du Musée de l'Œuvre Notre-Dame | Strasbourg (Bas-Rhin) | 1937     | Hans Haug                      |      |
| Hôtel de Mauroy                       | Troyes (Aube)         |          |                                | Site |

### Hauts-de-France
| Nom                                                          | Lieu                               | Création | Paysagiste                        | Lien |
| ------------------------------------------------------------ | ---------------------------------- | -------- | --------------------------------- | ---- |
| Jardin d'inspiration médiévale de la maladrerie Saint-Lazare | Beauvais (Oise)                    | 2010     |                                   | Site |
| Jardin de plantes médicinales de l'Abbaye de Vauclair        | Bouconville-Vauclair (Aisne)       | 1976     | Père Courtois et groupe “Sources“ | Site |
| Jardin de l'église du château de Coucy                       | Coucy-le-Château-Auffrique (Aisne) |          |                                   | Site |
| Parc et Roseraie du château de Rambures                      | Rambures (Somme)                   | 2003     |                                   |      |
| Herbarium des Remparts                                       | Saint-Valery-sur-Somme (Somme)     | 1995     | association Herbarium             | Site |

### Île-de-France
| Nom                                                                                    | Lieu                                 | Création | Paysagiste                          | Lien |
| -------------------------------------------------------------------------------------- | ------------------------------------ | -------- | ----------------------------------- | ---- |
| Jardin d'inspiration médiévale de l'Abbaye de Royaumont                                | Asnières-sur-Oise (Val-d'Oise)       | 2004     | Olivier Damée                       | Site |
| Jardin médiéval de la Commanderie de Coulommiers                                       | Coulommiers (Seine-et-Marne)         | 1993     | Joël Chatain et association ATAGRIF |      |
| Jardin du Cloître (église de Donnemarie)                                               | Donnemarie-Dontilly (Seine-et-Marne) | 200x     |                                     |      |
| Conservatoire national des plantes à parfum, médicinales, aromatiques et industrielles | Milly-la-Forêt (Essonne)             | 1987     | CNPMAI                              | Site |
| Jardin de la Chapelle Saint-Blaise-des-Simples de Milly-la-Forêt                       | Milly-la-Forêt (Essonne)             |          |                                     |      |
| Jardin médiéval du musée de Cluny                                                      | Paris                                | 2000     | Eric Ossart et Arnaud Maurières     | Site |

### Normandie
| Nom                                   | Lieu            | Création | Paysagiste | Lien |
| ------------------------------------- | --------------- | -------- | ---------- | ---- |
| Jardin des simples du Château de Caen | Caen (Calvados) |          |            |      |

### Nouvelle Aquitaine
| Nom                                                             | Lieu                     | Création | Paysagiste                                       | Lien                       |
| --------------------------------------------------------------- | ------------------------ | -------- | ------------------------------------------------ | -------------------------- |
| Jardin de Dignac                                                | Dignac (Charente)        | 2000     | Claude et Nadine Richon                          | Site                       |
| Jardin de plantes médicinales de la Commanderie de Sallebruneau | Frontenac (Gironde)      | 1999     | Jacques Lestage et RAG                           | Site                       |
| Jardin de Pierral                                               | Gradignan (Gironde)      | 2004     | Myriam et Dominique Reffay                       | Site                       |
| Jardin de la vieille-église                                     | Mérignac (Gironde)       | 2015     | Sabine Haristoy                                  |                            |
| Jardin panoramique à thème                                      | Limeuil (Dordogne)       | 2007     | Au fil du Temps (Cadouin)                        |                            |
| Jardin carolingien des Mines d'Argent                           | Melle (Deux-Sèvres)      |          |                                                  | Site                       |
| Jardin médiéval de Plazac                                       | Plazac (Dordogne)        | 2003     | Danielle Normand, Christian Bayle, Alain Boëbion | Site de la commune         |
| Jardin médicinal de l'Hôpital des pèlerins de Pons              | Pons (Charente-Maritime) | 2004     |                                                  |                            |
| Jardin médiéval                                                 | Sos (Lot-et-Garonne)     | 2010     | Isabelle de Vaugiraud                            | Site                       |
| Jardin monastique de Tusson                                     | Tusson (Charente)        | 1995     | Club Marpen                                      | Marpen : jardin monastique |

### Occitanie
| Nom                                     | Lieu                       | Création | Paysagiste     | Lien |
| --------------------------------------- | -------------------------- | -------- | -------------- | ---- |
| Saint-Jean-des-Anneaux                  | Béziers (Hérault)          | 2009     |                |      |
| Jardin médiéval de Padiès               | Padiès (Tarn)              | 2007     | Ysabelle Mélac | Site |
| Jardin médiéval du Château du Colombier | Salles-la-Source (Aveyron) |          | Alain Richert  | Site |
| Jardin médiéval d'Uzès                  | Uzès (Gard)                | 1995     |                | Site |

### Pays de la Loire
| Nom                                                  | Lieu                                 | Création | Paysagiste                                                                        | Lien |
| ---------------------------------------------------- | ------------------------------------ | -------- | --------------------------------------------------------------------------------- | ---- |
| Jardin médiéval de Bazoges en Pareds                 | Bazoges-en-Pareds (Vendée)           | 1994     | Michel Ouvrard, Anne-Marie Favreau, Hélène Fayet, Cécile Lombardo (ENITHP Angers) | Site |
| Jardin botanique de la Chevalerie de Sacé            | Brain-sur-Allonnes (Maine-et-Loire)  | 1990     | Rémi Boucher                                                                      | Site |
| Jardins de l'Abbaye de Fontevraud                    | Fontevraud-l'Abbaye (Maine-et-Loire) |          |                                                                                   | Site |
| Jardin du château de Loches                          | Loches (Indre-et-Loire)              | 1998     |                                                                                   | Site |
| Jardin d'inspiration médiévale du Château de Mayenne | Mayenne (Mayenne)                    | 2008     |                                                                                   | Site |
| Jardin des Remparts                                  | Montmirail (Sarthe)                  | 2006     | Pierre Rouleau, Claude Guyot, Germain Rouffort et Pierre Garquis                  | Site |

### Provence-Alpes-Côte d'Azur
| Nom                                          | Lieu                           | Création  | Paysagiste                             | Lien |
| -------------------------------------------- | ------------------------------ | --------- | -------------------------------------- | ---- |
| Jardin médiéval du château de Sainte-Agnès   | Sainte-Agnès (Alpes-Maritimes) | vers 2000 | Association « Les Peintres du Soleil » | Site |
| Les jardins du Prieuré Notre-Dame de Salagon | Mane (Alpes-de-Haute-Provence) | 1986      | Pierre Lieutaghi                       | Site |

## En Suisse
| Nom               | Lieu             | Création | Paysagiste | Lien               |
| ----------------- | ---------------- | -------- | ---------- | ------------------ |
| Jardin de Saillon | Saillon (Valais) | 2005     |            | Site de la commune |